# Physiculus japonicus
Physiculus japonicus är en fiskart som beskrevs av Hilgendorf, 1879. Physiculus japonicus ingår i släktet Physiculus och familjen Moridae. Inga underarter finns listade i Catalogue of Life.